# Dionisio Néstor Gutiérrez
Dionisio Néstor Gutiérrez Peralta (Sampacho, Córdoba, 18 de febrero de 1961) es un exfutbolista y entrenador argentino. Como jugador se desempeñó como defensa. Actualmente dirige a Ingenieros de la Primera "A" de la Asociación de Fútbol Oruro.

## Trayectoria
En Argentina jugó principalmente en Instituto.
Llegó a Bolivia en 1988 para jugar profesionalmente en Always Ready, posteriormente jugaría en San José, The Strongest y Oriente Petrolero.

## Clubes

### Como jugador
| Club              | País      | Año         |
| ----------------- | --------- | ----------- |
| Instituto         | Argentina | 1984 - 1988 |
| Always Ready      | Bolivia   | 1988 - 1989 |
| San José          | Bolivia   | 1990 - 1991 |
| The Strongest     | Bolivia   | 1992        |
| Oriente Petrolero | Bolivia   | 1993 - 1994 |

### Como entrenador
| Club                      | País    | Año         |
| ------------------------- | ------- | ----------- |
| San José                  | Bolivia | 2002        |
| Selección de Oruro Sub-16 | Bolivia | 2016        |
| Oruro Royal               | Bolivia | 2018        |
| Gualberto Villarroel SJ   | Bolivia | 2022 - 2023 |
| Oruro Royal               | Bolivia | 2024        |
| Ingenieros                | Bolivia | 2025 -      |